# .bm
.bmは国別コードトップレベルドメイン(ccTLD)の一つで、イギリス領バミューダ諸島に割り当てられている。このドメインは、バミューダ大学が管理している。

## ドメインの歴史
.bmドメインは、1993年3月に当初バミューダ・カレッジ（Bermuda College）によって管理が開始されました。しかし、2007年、ドメインの運営責任はバミューダ諸島登記局（Registrar General of Bermuda）に移管され、以降、同機関が.bmドメインの正式な管理者として機能しています。
移管の背景
- バミューダ・カレッジは、教育機関として技術的な運用能力を有していたため、当初ドメイン管理を委任されました。
- しかし、インターネットドメインが経済や行政において重要性を増すにつれ、バミューダ政府は登記局（政府機関）に管理を移すことを決定。
- これにより、ドメイン政策の強化や、企業・団体向けの登録手続きの効率化が図られました。

現在、.bmドメインはバミューダ政府の監督下にあり、技術的な運用はBermudaNIC（Bermuda Network Information Centre）が担当しています。

## ドメイン構造の体系
バミューダ諸島のドメインシステムは、伝統的な階層構造を採用しており、トップレベルドメイン（.bm）直下の登録と、専門分野別のサブドメイン登録の両方が可能です。
この管理体系は2007年に整備され、教育機関から政府登記局へ権限が移管されたことで、より体系的な運用が開始されました。

### トップレベル直下の登録
- example.bm 形式での直接登録が可能
- 特徴：
  - 簡潔で記憶に残りやすい
  - あらゆる合法目的での利用が可能
  - 汎用性が高い

### 専門分野別サブドメイン
分野別に体系化されたセカンドレベルドメイン：
1. 商業用
  - com.bm
2. 非営利組織
  - org.bm
3. 政府機関
  - gov.bm
4. 教育機関
  - edu.bm
5. 通信事業者
  - net.bm

運用上の特徴：
- セカンドレベル：簡潔なURL構成に最適
- サードレベル：組織の属性を明確に表示
- 全登録は政府登記局による厳格な管理下に置かれる